# Saison 2017-2018 des Timberwolves du Minnesota
La saison 2017-2018 des Timberwolves du Minnesota est la 29e saison de la franchise en National Basketball Association (NBA).

## Draft
Les Timberwolves du Minnesota entrent dans la draft 2017 de la NBA avec un choix. 
| Tour | Choix | Joueur        | Poste | Nationalité | Provenance            |
| ---- | ----- | ------------- | ----- | ----------- | --------------------- |
| 1    | 16    | Justin Patton | C     | États-Unis  | Bluejays de Creighton |

## Matchs

### Summer League
| Pré-saison Total: 3-2 |

| Match | Date match | Équipe       | Score         | Meilleur marqueur       | Meilleur rebondeur   | Meilleur passeur  | Lieux Spectateurs    | Série |
| ----- | ---------- | ------------ | ------------- | ----------------------- | -------------------- | ----------------- | -------------------- | ----- |
| 1     | 8 juillet  | Toronto      | D 72-97       | Marcus Paige (18)       | Costello, Putney (7) | Matt Costello (2) | Thomas & Mack Center | 0 - 1 |
| 2     | 9 juillet  | Toronto      | V 90-71       | Perry Ellis (19)        | Matt Costello (15)   | Gibbs, Paige (6)  | Thomas & Mack Center | 1 - 1 |
| 3     | 11 juillet | Golden State | V 78-76 (2OT) | Costello, Williams (14) | Matt Costello (15)   | Marcus Paige (8)  | Thomas & Mack Center | 2 - 1 |
| 4     | 12 juillet | Golden State | D 69-77       | C.J. Williams (19)      | Perry Ellis (8)      | Marcus Paige (6)  | Thomas & Mack Center | 2 - 2 |
| 5     | 14 juillet | Washington   | V 80-73       | Matt Costello (14)      | Matt Costello (11)   | Jack Gibbs (7)    | Thomas & Mack Center | 3 - 2 |

### Pré-saison
| Pré-saison Total: 2-1 (Domicile : 0-0 ; Extérieur : 2-1) |

| Match | Date match   | Équipe         | Score     | Meilleur marqueur     | Meilleur rebondeur  | Meilleur passeur | Lieux Spectateurs                  | Série |
| ----- | ------------ | -------------- | --------- | --------------------- | ------------------- | ---------------- | ---------------------------------- | ----- |
| 1     | 30 septembre | @ L.A. Lakers  | V 108-99  | Shabazz Muhammad (22) | Gorgui Dieng (12)   | Jeff Teague (9)  | Honda Center                       | 1 - 0 |
| 2     | 5 octobre    | @ Golden State | V 111-97  | Towns, Butler (16)    | Gorgui Dieng (10)   | Tyus Jones (6)   | Main Stadium of Universiade Center | 2 - 0 |
| 3     | 8 octobre    | Golden State   | D 110-142 | Andrew Wiggins (19)   | Butler, Aldrich (5) | Jimmy Butler (7) | Mercedes-Benz Arena                | 2 - 1 |

### Saison régulière
| Saison régulière Total: 47-35 (Domicile : 30-11 ; Extérieur : 17-24) |

| Match | Date match | Équipe          | Score          | Meilleur marqueur       | Meilleur rebondeur      | Meilleur passeur   | Lieux                   | Série |
| ----- | ---------- | --------------- | -------------- | ----------------------- | ----------------------- | ------------------ | ----------------------- | ----- |
| 1     | 18 octobre | @ San Antonio   | D 99-107       | Andrew Wiggins (26)     | Karl-Anthony Towns (13) | Jeff Teague (6)    | AT&T Center             | 0 - 1 |
| 2     | 20 octobre | Utah            | V 100-97       | Andrew Wiggins (21)     | Karl-Anthony Towns (10) | Tyus Jones (5)     | Target Center           | 1 - 1 |
| 3     | 22 octobre | @ Oklahoma City | V 115-113      | Towns, Wiggins (27)     | Karl-Anthony Towns (12) | Jeff Teague (9)    | Chesapeake Energy Arena | 2 - 1 |
| 4     | 24 octobre | Indiana         | D 107-130      | Karl-Anthony Towns (28) | Karl-Anthony Towns (7)  | Jamal Crawford (9) | Target Center           | 2 - 2 |
| 5     | 25 octobre | @ Détroit       | D 101-122      | Karl-Anthony Towns (23) | Karl-Anthony Towns (10) | Jeff Teague (6)    | Little Caesars Arena    | 2 - 3 |
| 6     | 27 octobre | Oklahoma City   | V 119-116      | Karl-Anthony Towns (33) | Karl-Anthony Towns (19) | Jeff Teague (10)   | Target Center           | 3 - 3 |
| 7     | 30 octobre | @ Miami         | V 125-122 (OT) | Jeff Teague (23)        | Karl-Anthony Towns (12) | Jeff Teague (11)   | American Airlines Arena | 4 - 3 |

| Match | Date match   | Équipe         | Score     | Meilleur marqueur       | Meilleur rebondeur      | Meilleur passeur   | Lieux                      | Série  |
| ----- | ------------ | -------------- | --------- | ----------------------- | ----------------------- | ------------------ | -------------------------- | ------ |
| 8     | 1er novembre | @ New Orleans  | V 104-98  | Jimmy Butler (23)       | Taj Gibson (12)         | Jeff Teague (9)    | Smoothie King Center       | 5 - 3  |
| 9     | 4 novembre   | Dallas         | V 112-99  | Karl-Anthony Towns (31) | Karl-Anthony Towns (12) | Jeff Teague (10)   | Target Center              | 6 - 3  |
| 10    | 5 novembre   | Charlotte      | V 112-94  | Andrew Wiggins (20)     | Gorgui Dieng (11)       | Jeff Teague (12)   | Target Center              | 7 - 3  |
| 11    | 8 novembre   | @ Golden State | D 101-125 | Andrew Wiggins (17)     | Karl-Anthony Towns (12) | Butler, Teague (5) | Oracle Arena               | 7 - 4  |
| 12    | 11 novembre  | @ Phoenix      | D 110-118 | Andrew Wiggins (27)     | Karl-Anthony Towns (12) | Butler, Teague (5) | Talking Stick Resort Arena | 7 - 5  |
| 13    | 13 novembre  | @ Utah         | V 109-98  | Karl-Anthony Towns (24) | Karl-Anthony Towns (13) | Jimmy Butler (10)  | Vivint Smart Home Arena    | 8 - 5  |
| 14    | 15 novembre  | San Antonio    | V 98-86   | Karl-Anthony Towns (26) | Karl-Anthony Towns (16) | Jeff Teague (6)    | Target Center              | 9 - 5  |
| 15    | 17 novembre  | @ Dallas       | V 111-87  | Jimmy Butler (21)       | Gibson, Towns (11)      | Jeff Teague (10)   | American Airlines Center   | 10 - 5 |
| 16    | 19 novembre  | Détroit        | D 97-100  | Jimmy Butler (26)       | Jimmy Butler (10)       | Jeff Teague (9)    | Target Center              | 10 - 6 |
| 17    | 20 novembre  | @ Charlotte    | D 102-118 | Jamal Crawford (19)     | Karl-Anthony Towns (12) | Tyus Jones (3)     | Spectrum Center            | 10 - 7 |
| 18    | 22 novembre  | Orlando        | V 124-118 | Jimmy Butler (26)       | Karl-Anthony Towns (13) | Jeff Teague (11)   | Target Center              | 11 - 7 |
| 19    | 24 novembre  | Miami          | D 97-109  | Trois joueurs (18)      | Karl-Anthony Towns (11) | Tyus Jones (6)     | Target Center              | 11 - 8 |
| 20    | 26 novembre  | Phoenix        | V 119-108 | Karl-Anthony Towns (32) | Taj Gibson (14)         | Tyus Jones (7)     | Target Center              | 12 - 8 |
| 21    | 28 novembre  | Washington     | D 89-92   | Karl-Anthony Towns (20) | Karl-Anthony Towns (17) | Jimmy Butler (10)  | Target Center              | 12 - 9 |
| 22    | 29 novembre  | @ New Orleans  | V 120-102 | Andrew Wiggins (28)     | Gibson, Towns (10)      | Tyus Jones (6)     | Smoothie King Center       | 13 - 9 |

| Match | Date match   | Équipe          | Score          | Meilleur marqueur       | Meilleur rebondeur      | Meilleur passeur   | Lieux                      | Série   |
| ----- | ------------ | --------------- | -------------- | ----------------------- | ----------------------- | ------------------ | -------------------------- | ------- |
| 23    | 1er décembre | @ Oklahoma City | D 107-111      | Karl-Anthony Towns (23) | Karl-Anthony Towns (9)  | Jeff Teague (10)   | Chesapeake Energy Arena    | 13 - 10 |
| 24    | 3 décembre   | L.A. Clippers   | V 112-106      | Jimmy Butler (33)       | Karl-Anthony Towns (12) | Jeff Teague (10)   | Target Center              | 14 - 10 |
| 25    | 4 décembre   | @ Memphis       | D 92-95        | Jimmy Butler (30)       | Karl-Anthony Towns (11) | Jimmy Butler (5)   | FedEx Forum                | 14 - 11 |
| 26    | 6 décembre   | @ L.A. Clippers | V 113-107      | Karl-Anthony Towns (21) | Taj Gibson (14)         | Jimmy Butler (8)   | Staples Center             | 15 - 11 |
| 27    | 10 décembre  | Dallas          | V 97-92        | Karl-Anthony Towns (28) | Karl-Anthony Towns (12) | Butler, Teague (5) | Target Center              | 16 - 11 |
| 28    | 12 décembre  | Philadelphie    | D 112-118 (OT) | Jimmy Butler (38)       | Karl-Anthony Towns (16) | Jamal Crawford (5) | Target Center              | 16 - 12 |
| 29    | 14 décembre  | Sacramento      | V 119-96       | Karl-Anthony Towns (30) | Karl-Anthony Towns (14) | Jimmy Butler (9)   | Target Center              | 17 - 12 |
| 30    | 16 décembre  | Phoenix         | D 106-108      | Karl-Anthony Towns (28) | Karl-Anthony Towns (11) | Jeff Teague (8)    | Target Center              | 17 - 13 |
| 31    | 18 décembre  | Portland        | V 108-107      | Jimmy Butler (37)       | Karl-Anthony Towns (8)  | Jeff Teague (5)    | Target Center              | 18 - 13 |
| 32    | 20 décembre  | @ Denver        | V 112-104      | Jimmy Butler (25)       | Karl-Anthony Towns (10) | Jeff Teague (8)    | Pepsi Center               | 19 - 13 |
| 33    | 23 décembre  | @ Phoenix       | V 115-106      | Jimmy Butler (32)       | Karl-Anthony Towns (14) | Jeff Teague (6)    | Talking Stick Resort Arena | 20 - 13 |
| 34    | 25 décembre  | @ L.A. Lakers   | V 121-104      | Jimmy Butler (23)       | Karl-Anthony Towns (10) | Jeff Teague (10)   | Staples Center             | 21 - 13 |
| 35    | 27 décembre  | Denver          | V 128-125 (OT) | Jimmy Butler (39)       | Karl-Anthony Towns (13) | Jeff Teague (10)   | Target Center              | 22 - 13 |
| 36    | 28 décembre  | @ Milwaukee     | D 96-102       | Karl-Anthony Towns (22) | Gorgui Dieng (8)        | Jimmy Butler (7)   | BMO Harris Bradley Center  | 22 - 14 |
| 37    | 31 décembre  | @ Indiana       | V 107-90       | Jimmy Butler (26)       | Karl-Anthony Towns (14) | Tyus Jones (6)     | Bankers Life Fieldhouse    | 23 - 14 |

| Match | Date match  | Équipe           | Score     | Meilleur marqueur       | Meilleur rebondeur      | Meilleur passeur       | Lieux             | Série   |
| ----- | ----------- | ---------------- | --------- | ----------------------- | ----------------------- | ---------------------- | ----------------- | ------- |
| 38    | 1er janvier | L.A. Lakers      | V 114-96  | Jimmy Butler (28)       | Karl-Anthony Towns (13) | Jimmy Butler (9)       | Target Center     | 24 - 14 |
| 39    | 3 janvier   | @ Brooklyn       | D 97-98   | Jimmy Butler (30)       | Karl-Anthony Towns (10) | Jimmy Butler (4)       | Barclays Center   | 24 - 15 |
| 40    | 5 janvier   | @ Boston         | D 84-91   | Karl-Anthony Towns (25) | Karl-Anthony Towns (23) | Jimmy Butler (6)       | TD Garden         | 24 - 16 |
| 41    | 6 janvier   | Nouvelle-Orléans | V 116-98  | Butler, Towns (21)      | Karl-Anthony Towns (16) | Jimmy Butler (8)       | Target Center     | 25 - 16 |
| 42    | 8 janvier   | Cleveland        | V 127-99  | Andrew Wiggins (25)     | Taj Gibson (13)         | Jimmy Butler (9)       | Target Center     | 26 - 16 |
| 43    | 10 janvier  | Oklahoma City    | V 104-88  | Jimmy Butler (26)       | Karl-Anthony Towns (12) | Jimmy Butler (8)       | Target Center     | 27 - 16 |
| 44    | 12 janvier  | New York         | V 118-108 | Karl-Anthony Towns (23) | Karl-Anthony Towns (15) | Karl-Anthony Towns (9) | Target Center     | 28 - 16 |
| 45    | 14 janvier  | Portland         | V 120-103 | Jimmy Butler (24)       | Karl-Anthony Towns (11) | Jeff Teague (8)        | Target Center     | 29 - 16 |
| 46    | 16 janvier  | @ Orlando        | D 102-108 | Jimmy Butler (28)       | Karl-Anthony Towns (12) | Jeff Teague (6)        | Amway Center      | 29 - 17 |
| 47    | 18 janvier  | @ Houston        | D 98-116  | Jimmy Butler (23)       | Karl-Anthony Towns (16) | Jamal Crawford (5)     | Toyota Center     | 29 - 18 |
| 48    | 20 janvier  | Toronto          | V 115-109 | Andrew Wiggins (29)     | Karl-Anthony Towns (10) | Jeff Teague (10)       | Target Center     | 30 - 18 |
| 49    | 22 janvier  | @ L.A. Clippers  | V 126-118 | Andrew Wiggins (40)     | Karl-Anthony Towns (17) | Jeff Teague (6)        | Staples Center    | 31 - 18 |
| 50    | 24 janvier  | @ Portland       | D 114-123 | Andrew Wiggins (24)     | Karl-Anthony Towns (9)  | Crawford, Jones (5)    | Moda Center       | 31 - 19 |
| 51    | 25 janvier  | @ Golden State   | D 113-126 | Karl-Anthony Towns (31) | Karl-Anthony Towns (11) | Jeff Teague (7)        | Oracle Arena      | 31 - 20 |
| 52    | 27 janvier  | Brooklyn         | V 111-97  | Butler, Wiggins (21)    | Karl-Anthony Towns (19) | Butler, Jones (5)      | Target Center     | 32 - 20 |
| 53    | 29 janvier  | @ Atlanta        | D 100-105 | Jimmy Butler (24)       | Karl-Anthony Towns (13) | Jeff Teague (10)       | Philips Arena     | 32 - 21 |
| 54    | 30 janvier  | @ Toronto        | D 104-109 | Jimmy Butler (25)       | Karl-Anthony Towns (10) | Jimmy Butler (6)       | Centre Air Canada | 32 - 22 |

| Match                  | Date match  | Équipe           | Score          | Meilleur marqueur       | Meilleur rebondeur      | Meilleur passeur   | Lieux               | Série   |
| ---------------------- | ----------- | ---------------- | -------------- | ----------------------- | ----------------------- | ------------------ | ------------------- | ------- |
| 55                     | 1er février | Milwaukee        | V 108-89       | Jimmy Butler (28)       | Karl-Anthony Towns (11) | Jeff Teague (8)    | Target Center       | 33 - 22 |
| 56                     | 3 février   | Nouvelle-Orléans | V 118-107      | Jimmy Butler (30)       | Karl-Anthony Towns (16) | Jimmy Butler (7)   | Target Center       | 34 - 22 |
| 57                     | 7 février   | @ Cleveland      | D 138-140 (OT) | Jimmy Butler (35)       | Karl-Anthony Towns (10) | Jeff Teague (15)   | Quicken Loans Arena | 34 - 23 |
| 58                     | 9 février   | @ Chicago        | D 113-114      | Jimmy Butler (38)       | Karl-Anthony Towns (10) | Butler, Teague (5) | United Center       | 34 - 24 |
| 59                     | 11 février  | Sacramento       | V 111-106      | Karl-Anthony Towns (29) | Towns, Wiggins (8)      | Jeff Teague (10)   | Target Center       | 35 - 24 |
| 60                     | 13 février  | Houston          | D 108-126      | Karl-Anthony Towns (35) | Karl-Anthony Towns (12) | Jeff Teague (8)    | Target Center       | 35 - 25 |
| 61                     | 15 février  | L.A. Lakers      | V 119-111      | Taj Gibson (28)         | Karl-Anthony Towns (19) | Jeff Teague (6)    | Target Center       | 36 - 25 |
| NBA All-Star Game 2018 |             |                  |                |                         |                         |                    |                     |         |
| 62                     | 23 février  | @ Houston        | D 102-120      | Andrew Wiggins (21)     | Karl-Anthony Towns (13) | Jeff Teague (4)    | Toyota Center       | 36 - 26 |
| 63                     | 24 février  | Chicago          | V 122-104      | Jeff Teague (25)        | Karl-Anthony Towns (13) | Jeff Teague (7)    | Target Center       | 37 - 26 |
| 64                     | 26 février  | @ Sacramento     | V 118-100      | Karl-Anthony Towns (16) | Karl-Anthony Towns (17) | Jeff Teague (7)    | Golden 1 Center     | 38 - 26 |

| Match | Date match | Équipe         | Score     | Meilleur marqueur       | Meilleur rebondeur      | Meilleur passeur    | Lieux                    | Série   |
| ----- | ---------- | -------------- | --------- | ----------------------- | ----------------------- | ------------------- | ------------------------ | ------- |
| 65    | 1er mars   | @ Portland     | D 99-108  | Karl-Anthony Towns (34) | Karl-Anthony Towns (17) | Jeff Teague (5)     | Moda Center              | 38 - 27 |
| 66    | 2 mars     | @ Utah         | D 108-116 | Andrew Wiggins (27)     | 6 joueurs (4)           | Jamal Crawford (4)  | Vivint Smart Home Arena  | 38 - 28 |
| 67    | 8 mars     | Boston         | D 109-117 | Nemanja Bjelica (30)    | Nemanja Bjelica (12)    | Jeff Teague (8)     | Target Center            | 38 - 29 |
| 68    | 11 mars    | Golden State   | D 109-103 | Karl-Anthony Towns (31) | Karl-Anthony Towns (16) | Jeff Teague (10)    | Target Center            | 39 - 29 |
| 69    | 13 mars    | @ Washington   | V 116-111 | Karl-Anthony Towns (37) | Karl-Anthony Towns (10) | Nemanja Bjelica (7) | Capital One Arena        | 40 - 29 |
| 70    | 17 mars    | @ San Antonio  | D 101-117 | Karl-Anthony Towns (23) | Karl-Anthony Towns (9)  | Jeff Teague (8)     | AT&T Center              | 40 - 30 |
| 71    | 18 mars    | Houston        | D 120-129 | Jeff Teague (23)        | Karl-Anthony Towns (18) | Jeff Teague (11)    | Target Center            | 40 - 31 |
| 72    | 20 mars    | L.A. Clippers  | V 123-109 | Karl-Anthony Towns (30) | Karl-Anthony Towns (10) | Jeff Teague (12)    | Target Center            | 41 - 31 |
| 73    | 23 mars    | @ New York     | V 108-104 | Karl-Anthony Towns (24) | Karl-Anthony Towns (13) | Jeff Teague (8)     | Madison Square Garden    | 42 - 31 |
| 74    | 24 mars    | @ Philadelphie | D 108-120 | Andrew Wiggins (16)     | Dieng, Towns (11)       | Tyus Jones (6)      | Wells Fargo Center       | 42 - 32 |
| 75    | 26 mars    | Memphis        | D 93-101  | Jeff Teague (25)        | Karl-Anthony Towns (12) | Jeff Teague (7)     | Target Center            | 42 - 33 |
| 76    | 28 mars    | Atlanta        | V 126-114 | Karl-Anthony Towns (56) | Karl-Anthony Towns (15) | Tyus Jones (9)      | Target Center            | 43 - 33 |
| 77    | 30 mars    | @ Dallas       | V 93-92   | Jamal Crawford (24)     | Karl-Anthony Towns (20) | Tyus Jones (4)      | American Airlines Center | 44 - 33 |

| Match | Date match | Équipe        | Score          | Meilleur marqueur       | Meilleur rebondeur      | Meilleur passeur   | Lieux          | Série   |
| ----- | ---------- | ------------- | -------------- | ----------------------- | ----------------------- | ------------------ | -------------- | ------- |
| 78    | 1er avril  | Utah          | D 97-121       | Andrew Wiggins (23)     | Karl-Anthony Towns (7)  | Jones, Wiggins (4) | Target Center  | 44 - 34 |
| 79    | 5 avril    | @ Denver      | D 96-100       | Karl-Anthony Towns (26) | Taj Gibson (14)         | Jeff Teague (6)    | Pepsi Center   | 44 - 35 |
| 80    | 6 avril    | @ L.A. Lakers | V 113-96       | Jeff Teague (25)        | Karl-Anthony Towns (11) | Jeff Teague (8)    | Staples Center | 45 - 35 |
| 81    | 9 avril    | Memphis       | V 113-94       | Teague, Towns (24)      | Karl-Anthony Towns (18) | Jeff Teague (8)    | Target Center  | 46 - 35 |
| 82    | 11 avril   | Denver        | V 112-106 (OT) | Jimmy Butler (31)       | Karl-Anthony Towns (14) | Jeff Teague (7)    | Target Center  | 47 - 35 |

### Playoffs
| Playoffs Total: 1-4 (Domicile : 1-1 ; Extérieur : 0-3) |

| Match | Date match | Équipe    | Score     | Meilleur marqueur       | Meilleur rebondeur      | Meilleur passeur     | Lieux Spectateurs | Série |
| ----- | ---------- | --------- | --------- | ----------------------- | ----------------------- | -------------------- | ----------------- | ----- |
| 1     | 15 avril   | @ Houston | D 101-104 | Andrew Wiggins (18)     | Karl-Anthony Towns (12) | Jeff Teague (8)      | Toyota Center     | 0 - 1 |
| 2     | 18 avril   | @ Houston | D 82-102  | Nemanja Bjelica (16)    | Karl-Anthony Towns (10) | Teague & Wiggins (3) | Toyota Center     | 0 - 2 |
| 3     | 21 avril   | Houston   | V 121-105 | Jimmy Butler (28)       | Karl-Anthony Towns (16) | Jeff Teague (8)      | Target Center     | 1 - 2 |
| 4     | 23 avril   | Houston   | D 110-119 | Karl-Anthony Towns (22) | Karl-Anthony Towns (15) | Butler & Teague (5)  | Target Center     | 1 - 3 |
| 4     | 25 avril   | @ Houston | D 104-122 | Karl-Anthony Towns (23) | Karl-Anthony Towns (14) | Jeff Teague (7)      | Toyota Center     | 1 - 4 |

### Confrontations en saison régulière
| Conférence Est      | Conférence Est                               | Conférence Est                               | Conférence Ouest                             | Conférence Ouest                             | Conférence Ouest                             | Conférence Ouest                             | Conférence Ouest                             |
| Division Atlantique | Division Atlantique                          | Division Atlantique                          | Division Nord-Ouest                          | Division Nord-Ouest                          | Division Nord-Ouest                          | Division Nord-Ouest                          | Division Nord-Ouest                          |
| Équipe              | Domicile                                     | Extérieur                                    | Équipe                                       | Domicile                                     | Domicile                                     | Extérieur                                    | Extérieur                                    |
| ------------------- | -------------------------------------------- | -------------------------------------------- | -------------------------------------------- | -------------------------------------------- | -------------------------------------------- | -------------------------------------------- | -------------------------------------------- |
| Boston              | 109-117                                      | 84-91                                        | Denver                                       | 128-125 (OT)                                 | 112-106 (OT)                                 | 112-104                                      | 96-100                                       |
| Brooklyn            | 111-97                                       | 97-98                                        |                                              |                                              |                                              |                                              |                                              |
| New York            | 118-108                                      | 108-104                                      | Oklahoma City                                | 119-116                                      | 104-88                                       | 115-113                                      | 107-111                                      |
| Philadelphie        | 112-118 (OT)                                 | 108-120                                      | Portland                                     | 108-107                                      | 120-103                                      | 114-123                                      | 99-108                                       |
| Toronto             | 115-109                                      | 104-109                                      | Utah                                         | 100-97                                       | 97-121                                       | 109-98                                       | 108-116                                      |
|                     | 3–2                                          | 1–4                                          |                                              | 7–1                                          | 7–1                                          | 3–5                                          | 3–5                                          |
| Division            | 4–6                                          | 4–6                                          | Division                                     | 10–6                                         | 10–6                                         | 10–6                                         | 10–6                                         |
| Division Atlantique | Division Atlantique                          | Division Atlantique                          | Division Nord-Ouest                          | Division Nord-Ouest                          | Division Nord-Ouest                          | Division Nord-Ouest                          | Division Nord-Ouest                          |
| Équipe              | Domicile                                     | Extérieur                                    | Équipe                                       | Domicile                                     | Domicile                                     | Extérieur                                    | Extérieur                                    |
| Chicago             | 122-104                                      | 113-114                                      | Golden State                                 | 109-103                                      |                                              | 101-125                                      | 113-126                                      |
| Cleveland           | 127-99                                       | 138-140 (OT)                                 | L.A. Clippers                                | 112-106                                      | 123-109                                      | 113-107                                      | 126-118                                      |
| Detroit             | 97-100                                       | 101-122                                      | L.A. Lakers                                  | 114-96                                       | 119-111                                      | 121-104                                      | 113-96                                       |
| Indiana             | 107-130                                      | 107-90                                       | Phoenix                                      | 119-108                                      | 106-108                                      | 110-118                                      | 115-106                                      |
| Milwaukee           | 108-89                                       | 96-102                                       | Sacramento                                   | 119-96                                       | 111-106                                      | 118-100                                      |                                              |
|                     | 3–2                                          | 1–4                                          |                                              | 8–1                                          | 8–1                                          | 6–3                                          | 6–3                                          |
| Division            | 4–6                                          | 4–6                                          | Division                                     | 14–4                                         | 14–4                                         | 14–4                                         | 14–4                                         |
| Division Atlantique | Division Atlantique                          | Division Atlantique                          | Division Nord-Ouest                          | Division Nord-Ouest                          | Division Nord-Ouest                          | Division Nord-Ouest                          | Division Nord-Ouest                          |
| Équipe              | Domicile                                     | Extérieur                                    | Équipe                                       | Domicile                                     | Domicile                                     | Extérieur                                    | Extérieur                                    |
| Atlanta             | 126-114                                      | 100-105                                      | Dallas                                       | 112-99                                       | 97-92                                        | 111-87                                       | 93-92                                        |
| Charlotte           | 112-94                                       | 102-118                                      | Houston                                      | 108-126                                      | 120-129                                      | 98-116                                       | 102-120                                      |
| Miami               | 97-109                                       | 125-122 (OT)                                 | Memphis                                      | 93-101                                       | 113-94                                       | 92-95                                        |                                              |
| Orlando             | 124-118                                      | 102-108                                      | La Nouvelle-Orléans                          | 116-98                                       | 118-107                                      | 104-98                                       | 120-102                                      |
| Washington          | 89-92                                        | 116-111                                      | San Antonio                                  | 98-86                                        |                                              | 99-107                                       | 101-117                                      |
|                     | 3–2                                          | 2–3                                          |                                              | 6–3                                          | 6–3                                          | 4–5                                          | 4–5                                          |
| Division            | 5–5                                          | 5–5                                          | Division                                     | 10–8                                         | 10–8                                         | 10–8                                         | 10–8                                         |
| Conférence          | 13–17 (Domicile : 9–6 ; Extérieur : 4–11)    | 13–17 (Domicile : 9–6 ; Extérieur : 4–11)    | Conférence                                   | 34–18 (Domicile : 21–5 ; Extérieur : 13–13)  | 34–18 (Domicile : 21–5 ; Extérieur : 13–13)  | 34–18 (Domicile : 21–5 ; Extérieur : 13–13)  | 34–18 (Domicile : 21–5 ; Extérieur : 13–13)  |
| Total               | 47–35 (Domicile : 30–11 ; Extérieur : 17–24) | 47–35 (Domicile : 30–11 ; Extérieur : 17–24) | 47–35 (Domicile : 30–11 ; Extérieur : 17–24) | 47–35 (Domicile : 30–11 ; Extérieur : 17–24) | 47–35 (Domicile : 30–11 ; Extérieur : 17–24) | 47–35 (Domicile : 30–11 ; Extérieur : 17–24) | 47–35 (Domicile : 30–11 ; Extérieur : 17–24) |

## Effectif
| Timberwolves du Minnesota Effectif en fin de saison régulière |    |                        |                     |              |
| Entraîneur : Tom Thibodeau                                    |    |                        |                     |              |
| Pivot                                                         | 45 | Drapeau des États-Unis | Cole Aldrich        | Kansas       |
| Ailier                                                        | 8  | Drapeau de la Serbie   | Nemanja Bjelica     | Serbie       |
| Meneur                                                        | 30 | Drapeau des États-Unis | Aaron Brooks        | Oregon       |
| Arrière, Ailier                                               | 3  | Drapeau des États-Unis | Anthony Brown (TW)  | Stanford     |
| Arrière, Ailier                                               | 23 | Drapeau des États-Unis | Jimmy Butler        | Marquette    |
| Arrière, Ailier                                               | 11 | Drapeau des États-Unis | Jamal Crawford      | Michigan     |
| Pivot                                                         | 5  | Drapeau du Sénégal     | Gorgui Dieng        | Louisville   |
| Arrière                                                       | 13 | Drapeau des États-Unis | Marcus Georges-Hunt | Georgia Tech |
| Ailier fort                                                   | 67 | Drapeau des États-Unis | Taj Gibson          | USC          |
| Ailier                                                        | 10 | Drapeau des États-Unis | Amile Jefferson     | Duke         |
| Meneur                                                        | 1  | Drapeau des États-Unis | Tyus Jones          | Duke         |
| Pivot                                                         | 24 | Drapeau des États-Unis | Justin Patton       | Creighton    |
| Meneur                                                        | 25 | Drapeau des États-Unis | Derrick Rose        | Memphis      |
| Meneur                                                        | 0  | Drapeau des États-Unis | Jeff Teague         | Wake Forest  |
| Pivot                                                         | 32 | Drapeau des États-Unis | Karl-Anthony Towns  | Kentucky     |
| Ailier, Arrière                                               | 22 | Drapeau du Canada      | Andrew Wiggins      | Kansas       |
| (C) - Capitaine, (TW) - Two-way contract, - Blessé            |    |                        |                     |              |

## Echanges et Agents libres

### Échanges
| 22 juin 2017 | A Timberwolves du MinnesotaJimmy Butler Droits sur Justin Patton (#16) | A Bulls de ChicagoKris Dunn Zach LaVine Droits sur Lauri Markkanen (#7) |
| 29 juin 2017 | A Timberwolves du MinnesotaPremier tour de draft 2018                  | A Jazz de l'UtahRicky Rubio                                             |

### Joueurs qui re-signent
| Date       | Joueur           | Contrat                                                                          |
| ---------- | ---------------- | -------------------------------------------------------------------------------- |
| 15/09/2017 | Shabazz Muhammad | Contrat de 3 370 000 $ sur 2 ans.                                                |
| 11/10/2017 | Andrew Wiggins   | Extension de contrat de 146 450 000 $ sur 5 ans à partir de la saison 2018-2019. |

### Options dans les contrats
| Date       | Joueur             | Option                                                                            |
| ---------- | ------------------ | --------------------------------------------------------------------------------- |
| 15/10/2017 | Tyus Jones         | Minnesota exerce son option d'équipe de 2 440 000 $ pour la saison 2018-2019.     |
| 15/10/2017 | Karl-Anthony Towns | Minnesota exerce son option d'équipe de 7 840 000 $ pour la saison 2018-2019.     |
| 18/06/2018 | Jamal Crawford     | Jamal Crawford décline son option joueur de 4 544 400 $ pour la saison 2018-2019. |

### Arrivés
| Date       | Joueur              | Contrat                           | Provenance                   |
| ---------- | ------------------- | --------------------------------- | ---------------------------- |
| 06/07/2017 | Justin Patton       | Contrat de 4 920 000 $ sur 2 ans  | Bluejays de Creighton (NCAA) |
| 10/07/2017 | Jeff Teague         | Contrat de 57 000 000 $ sur 3 ans | Pacers de l'Indiana          |
| 10/07/2017 | Taj Gibson          | Contrat de 28 000 000 $ sur 2 ans | Thunder d'Oklahoma City      |
| 19/07/2017 | Jamal Crawford      | Contrat de 8 900 000 $ sur 2 ans  | Hawks d'Atlanta              |
| 11/08/2017 | Marcus Georges-Hunt | Contrat de 1 300 000 $ sur 1 an   | Magic d'Orlando              |
| 21/09/2017 | Aaron Brooks        | Contrat de 2 100 000 $ sur 1 an   | Pacers de l'Indiana          |
| 08/03/2018 | Derrick Rose        | Contrat de 290,950 $ sur 1 an     | Jazz de l'Utah               |
| 11/04/2018 | Amile Jefferson     | Contrat de 4,608 $ sur 1 an       | Timberwolves du Minnesota    |

#### Two-way contract
| Date       | Joueur          | Provenance                  |
| ---------- | --------------- | --------------------------- |
| 01/08/2017 | Anthony Brown   | BayHawks d'Érié (G League)  |
| 15/01/2018 | Amile Jefferson | Wolves de l'Iowa (G League) |

### Départs
| Date       | Joueur           | Raison départ | Nouvelle équipe ¹        |
| ---------- | ---------------- | ------------- | ------------------------ |
| 01/07/2017 | Omri Casspi      | Agent libre   | Warriors de Golden State |
| 01/07/2017 | Adreian Payne    | Agent libre   | Magic d'Orlando          |
| 01/07/2017 | Brandon Rush     | Agent libre   | Bucks de Milwaukee       |
| 01/03/2018 | Shabazz Muhammad | Coupé         | Bucks de Milwaukee       |

¹ Il s'agit de l’équipe pour laquelle le joueur a signé après son départ, il a pu entre-temps changer d'équipe ou encore de pays.

#### Non retenu après les camps entraînements
| Date       | Joueur          | Nouvelle équipe             |
| ---------- | --------------- | --------------------------- |
| 14/10/2017 | Amile Jefferson | Wolves de l'Iowa (G League) |
| 14/10/2017 | Melo Trimble    | Wolves de l'Iowa (G League) |
| 14/10/2017 | Shawne Williams | Wolves de l'Iowa (G League) |

### Joueurs "agents libres" à la fin de la saison
| Joueur              | Fin de saison         |
| ------------------- | --------------------- |
| Nemanja Bjelica     | Agent libre restreint |
| Aaron Brooks        | Agent libre           |
| Jamal Crawford      | Agent libre           |
| Marcus Georges-Hunt | Agent libre restreint |
| Amile Jefferson     | Agent libre restreint |
| Derrick Rose        | Agent libre           |

## Récompenses
| Date        | Joueur             | Récompense                                     |
| ----------- | ------------------ | ---------------------------------------------- |
| 20 novembre | Karl-Anthony Towns | Joueur de la semaine dans la conférence Ouest. |
| 18 février  | Jimmy Butler       | ☆ All-Star 2018 ☆                              |
| 18 février  | Karl-Anthony Towns | ☆ All-Star 2018 ☆                              |
| 24 mai      | Jimmy Butler       | NBA All-Defensive Second Team.                 |
| 24 mai      | Jimmy Butler       | All-NBA Third Team.                            |
| 24 mai      | Karl-Anthony Towns | All-NBA Third Team.                            |